# Lomas Valentinas
Las Lomas Valentinas fueron una fortificación defensiva construida por el Ejército del Paraguay en el curso de la Guerra de la Triple Alianza. Fueron construidas entre septiembre y diciembre de 1868, y destruidas a fines de ese mismo mes por las fuerzas del Imperio del Brasil, la Argentina y el Uruguay tras su victoria sobre los paraguayos en la Batalla de Itá Ibaté o de las Lomas Valentinas.

## La línea del Pikysyry y las Lomas Valentinas
Tras la invasión que provocó el inicio de la Guerra, el Paraguay fue obligado a adoptar una posición defensiva, que hasta mediados de 1868 estuvo centrado en la Fortaleza de Humaitá. Producida la captura de ese fuerte por las fuerzas aliadas, las tropas paraguayas del presidente Francisco Solano López abandonaron el sur del país y se reunieron en una posición defensiva detrás del arroyo Pikysyry, a unos 35 a 40 km de Asunción, la capital del país.
El centro del dispositivo defensivo eran dos lomas ubicadas a unos 2 km al norte del arroyo Pikysyry, la de Itá Ybaté y la de Cumbarity. La primera, ubicada al noroeste, estaba destinada a ser la reserva central de las fuerzas paraguayas, que esperaban un ataque desde el sur; la segunda era la sede del cuartel general del presidente López, que desde allí podía ver la larga línea defensiva que había mandado construir.
Ambas lomas estaban separadas por un pequeño arroyo, y estaban pobladas de naranjos, con algunas construcciones. Una larga loma cubiertas de bosques partía desde Itá Ybaté hacia el norte, dividiendo dos praderas abiertas: el Potrero de Acosta y el Potrero de Mármol, ubicado al sudeste.

## La Dezembrada

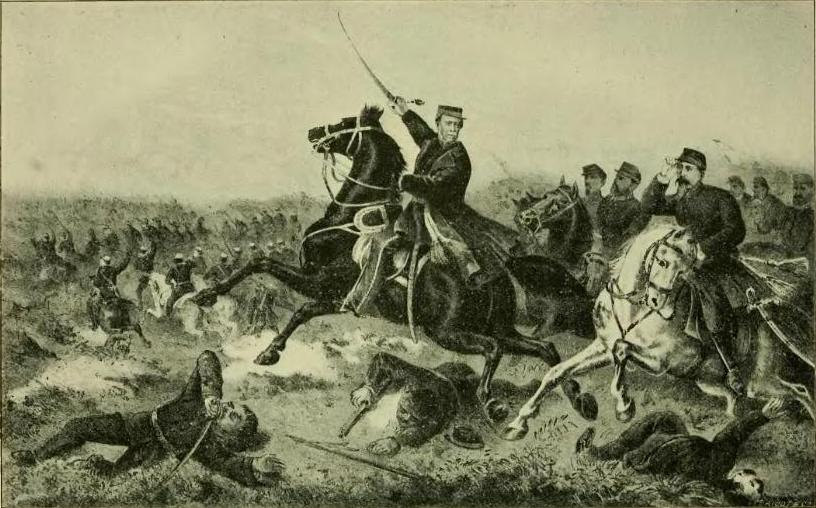
El Marqués de Caxias en la Batalla de Lomas Valentinas (21 de diciembre de 1868).

El ejército brasileño, dirigido por el Marqués de Caxias, en lugar de atacar directamente desde el sur, hicieron un largo y complicado rodeo, apareciendo el 4 de diciembre entre la posición paraguaya y Asunción, iniciando la campaña que la historiografía del Brasil llama la "Dezembrada". La nueva situación obligó a López a reorganizar la defensa apresuradamente: ordenó construir una larga trinchera en los límites del norte de las Lomas Valentinas.
La trinchera consistía en un foso de sólo unos 60 cm de ancho por otros tantos de profundidad. Estaba ubicada "sobre la primera meseta de derecha a izquierda formando ángulo con una línea quebrada que se dirigía hacia el Cuartel General paraguayo por el frente". Los soldados sentados en el borde interior quedaban a cubierto, pero su flanco derecho quedaba expuesto.
Mientras tanto, López envió a la mayor parte de sus fuerzas hacia el norte, para intentar detener a los invasores. Pero los aliados obtuvieron dos completas victorias, en las batallas de Ytororó, del 6 de diciembre, y de Avay, del día 11.
López concentró en Lomas Valentinas la mayor parte de sus fuerzas, unos 7000 hombres, dejando en Angostura una división de sólo 700 hombres y en la trinchera de Pikysyry unos 1500, en su mayoría inválidos o muy jóvenes.

## Derrota paraguaya

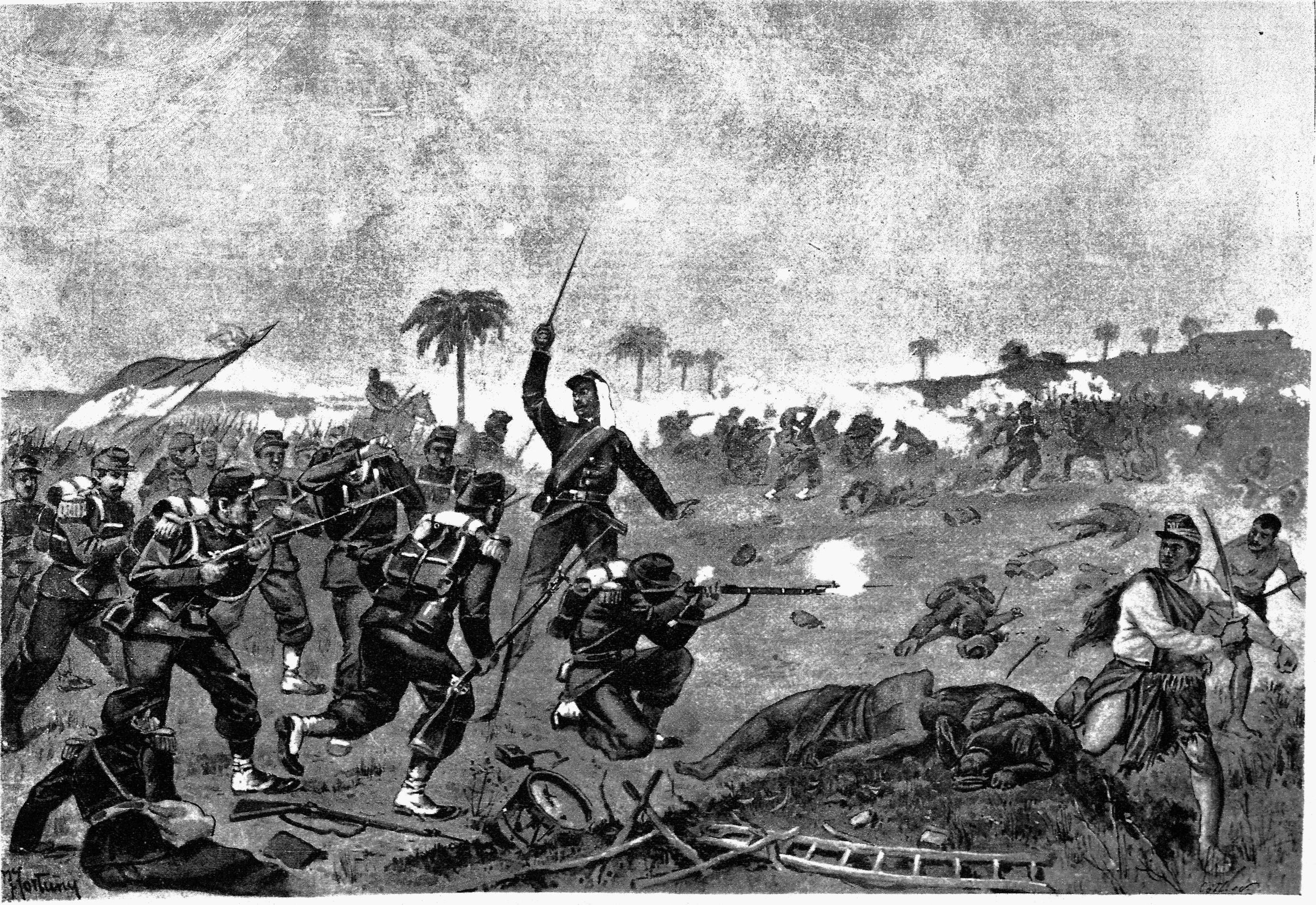
Carga de la infantería argentina en la Batalla de Lomas Valentinas.

La construcción de la trinchera se aceleró, pero el primer ataque se produjo el día 17 de diciembre; al día siguiente, Caxias descubrió que estaba incompleta en dos puntos, dos estrechos pasajes delante de la cañada que dividía ambas lomas. Sobre allí lanzó un ataque general el día 21, pero fue rechazado con grandes pérdidas para ambos bandos.
El día 27, ya incorporadas al ejército aliado las tropas argentinas y uruguayas, Caxias lanzó un segundo ataque, que combinaba avances frontales con rodeos desde el este y el oeste, que terminaron por derrotar completamente las posiciones paraguayas.
López huyó del campo de batalla, y organizaría un nuevo ejército, con el cual resistiría un año más. Las fuerzas aliadas destruyeron todas las posiciones defensivas hasta sus cimientos, incluyendo la línea del Pikysyry, la batería de Angostura y las trincheras de Lomas Valentinas